# Tipula (Triplicitipula) praecisa
Tipula (Triplicitipula) praecisa is een tweevleugelige uit de familie langpootmuggen (Tipulidae). De soort komt voor in het Nearctisch gebied.